# Arlo
Arlo  è un nome proprio di persona inglese maschile.

## Origine e diffusione
L'origine di questo nome è incerta. Potrebbe essere tratto dal toponimo fittizio di Arlo Hill, presente nel romanzo del 1590 di Edmund Spenser La regina delle fate. Spenser coniò Arlo alterando, probabilmente, il toponimo di Aherlow, in Irlanda, che significa "fra due altipiani" in gaelico.

## Onomastico
Non esistono santi che portano questo nome, che quindi è adespota. L'onomastico può essere festeggiato in occasione di Ognissanti, il 1º novembre.

## Persone

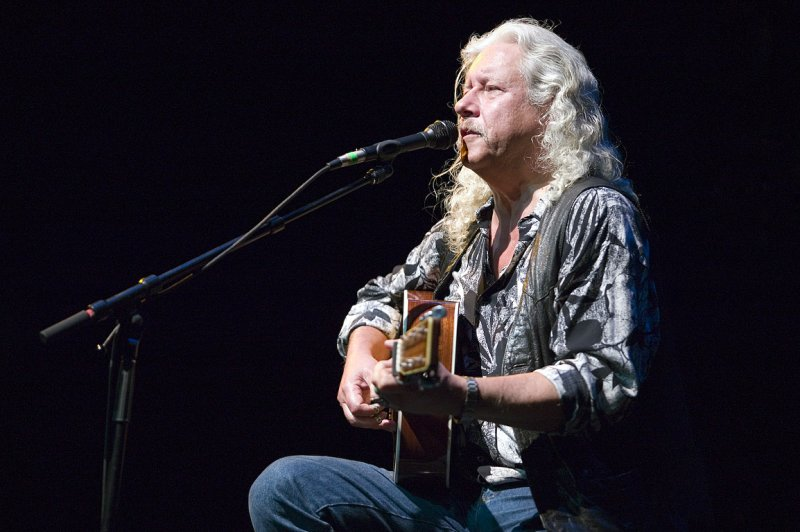
Arlo Guthrie

- Arlo Guthrie, cantante statunitense
- Arlo U. Landolt, astronomo statunitense

## Il nome nelle arti
- Arlo Abrams è un personaggio della serie Gossip Girl.
- Arlo Grange è un personaggio de film del 2007 Cleaner, diretto da Renny Harlin.
- Arlo Penner è un personaggio del film del 2004 Control, diretto da Tim Hunter.
- Arlo Pritchard è un personaggio della serie televisiva Lo sceriffo del sud.